# Jhon Murillo
Jhon Eduard Murillo Romaña (ur. 21 listopada 1995 w El Nula) – wenezuelski piłkarz występujący na pozycji skrzydłowego, reprezentant Wenezueli, od 2025 roku zawodnik meksykańskiego Atlético San Luis.